# My eBox
My eBox is een portaalsite van de overheid van België. Het biedt inwoners van België digitale toegang tot federale, regionale en lokale overheidsdiensten. Het fungeert als elektronische brievenbus: overheidsdiensten en bedrijven kunnen via My eBox berichten versturen.
My eBox wordt beheerd door de Federale Overheidsdienst Beleid en Ondersteuning.